# Monument classé de Grade II* dans le borough londonien de Camden
 (avril 2019).
Le contenu est difficilement compréhensible vu les erreurs de traduction, qui sont peut-être dues à l'utilisation d'un logiciel de traduction automatique.
Il existe en Angleterre plus de 20 000 bâtiments classés Grade II *. Cette page est une liste de ces bâtiments du borough londonien de Camden.

## Bâtiments
| Nom | Localisation                                                   | Type                          | Terminé                                      | Date              | Grille réf/Coordonnées                   | Numéro  | Image      |
| --- | -------------------------------------------------------------- | ----------------------------- | -------------------------------------------- | ----------------- | ---------------------------------------- | ------- | ---------- |
| Alexandra Road Estate Y compris les murs, les rampes et les marches du centre communautaire et de la chaufferie au numéros 1 à 21 | Camden                                                         | Appartement                   | 1972–1978                                    | 18 août 1993      | TQ2605683913 51° 32′ 24″ N, 0° 11′ 01″ O | 1130403 |            |
| Annesley Lodge | 8 Platts Lane, Hampstead NW3                                   | Appartement                   | 1896                                         | 14 mai 1974       | TQ2524385940 51° 33′ 30″ N, 0° 11′ 41″ O | 1139064 | Voir aussi |
| Apothecary House | 47 Highgate West Hill, Highgate N6                             | Maison individuelle           | 1730                                         | 10 juin 1954      | TQ2829487445 51° 34′ 17″ N, 0° 09′ 01″ O | 1379044 | Voir aussi |
| Baptist Church House, 2, 4 et 6, Southampton Row, and Kingsgate House, Catton Street                                              | 2, 4 et 6, Southampton Row, and Kingsgate House, Catton Street | Boutique                      | 1901–1903                                    | 15 février 1982   | TQ3052281567 51° 31′ 05″ N, 0° 07′ 13″ O | 1378782 |            |
| Caserne de pompiers de Belsize | Camden                                                         | Appartement                   | 1912–1915                                    | 14 mai 1974       | TQ2725784525 51° 32′ 43″ N, 0° 09′ 58″ O | 1379277 |            |
| Black Lion Public House | 274 Kilburn High Road                                          | Public House                  | c. 1898                                      | 14 mai 1974       | TQ2492884302 51° 32′ 38″ N, 0° 12′ 00″ O | 137954  | Voir aussi |
| Boundary Wall and Main Gate to Old Hall                                                                                           | 1–7 South Grove, Highgate N6                                   | Porte                         | XVIIIe siècle                                | 10 juin 1954      | TQ2826987259 51° 34′ 11″ N, 0° 09′ 02″ O | 1378771 |            |
| Brownlow House et garde-corps attachés                                                                                            | Camden                                                         | Maison                        | Fin du XVIIe siècle / début du XVIIIe siècle | 15 janvier 1973   | TQ3026181225 51° 30′ 54″ N, 0° 07′ 27″ O | 1244498 |            |
| Camden Incline Winding Engine House                                                                                               | Camden                                                         | Winder House                  | 1837                                         | 18 juin 1990      | TQ2837084035 51° 32′ 26″ N, 0° 09′ 01″ O | 1342073 |            |
| Cannon Hall | 14 Cannon Place, Hampstead NW3                                 | Coachmans Cottage             | Début du XVIIIe siècle                       | 11 août 1950      | TQ2660286159 51° 33′ 36″ N, 0° 10′ 30″ O | 1244093 | Voir aussi |
| Cannon Lodge | 12 Cannon Place, Hampstead NW3                                 | Maison                        | Milieu du XVIIIe siècle                      | 14 mai 1974       | TQ2659086139 51° 33′ 36″ N, 0° 10′ 31″ O | 1272517 |            |
| Central Saint Martins College of Art and Design (ancien)                                                                          | Camden                                                         | École d'art                   | 1905–1908                                    | 11 novembre 1982  | TQ3050081670 51° 31′ 08″ N, 0° 07′ 14″ O | 1378790 |            |
| Chestnut Lodge and Squires Mount                                                                                                  | Squires Mount, Hampstead, London, NW3                          | Maison                        | Modifications ultérieures                    | 11 août 1950      | TQ2662286195 51° 33′ 38″ N, 0° 10′ 29″ O | 1378798 |            |
| Cathédrale St George (anciennement Christ Church)                                                                                 | Camden                                                         | Église                        | 1836                                         | 10 juin 1954      | TQ2881782893 51° 31′ 49″ N, 0° 08′ 40″ O | 1378620 | Voir aussi |
| Church House and the Highgate Society                                                                                             | 10, South Grove, Highgate N6                                   | Maison                        | Début du XVIIIe siècle                       | 10 juin 1954      | TQ2842887342 51° 34′ 13″ N, 0° 08′ 54″ O | 1378748 |            |
| Church of All Hallows | Camden                                                         | Église                        | 1889–1901                                    | 10 juin 1954      | TQ2786685684 51° 33′ 20″ N, 0° 09′ 25″ O | 1378658 | Voir aussi |
| Église St Alban le Martyr | Camden                                                         | Église                        | 1861–1862                                    | 24 octobre 1951   | TQ3116881781 51° 31′ 11″ N, 0° 06′ 39″ O | 1272353 | Voir aussi |
| Église St George le Martyr | Camden                                                         | Chapelle                      | 1706                                         | 24 octobre 1951   | TQ3036281901 51° 31′ 16″ N, 0° 07′ 21″ O | 1245485 | Voir aussi |
| Église St Luke | Camden                                                         | Salle paroissiale             | 1897–1899                                    | 14 mai 1974       | TQ2526785911 51° 33′ 29″ N, 0° 11′ 40″ O | 1379248 | Voir aussi |
| Église St Luke et St Paul | Camden                                                         | Église                        | 1867-1869                                    | 10 juin 1954      | TQ2949784930 51° 32′ 54″ N, 0° 08′ 02″ O | 1113230 | Voir aussi |
| Église St Mary Brookfield | Camden                                                         | Église                        | 1869–1875                                    | 10 juin 1954      | TQ2896486183 51° 33′ 35″ N, 0° 08′ 28″ O | 1067389 | Voir aussi |
| Église St Mary Magdalene | Camden                                                         | Église                        | 1849–1852                                    | 10 juin 1954      | TQ2895782422 51° 31′ 34″ N, 0° 08′ 33″ O | 1113157 | Voir aussi |
| Église St Michael | Camden                                                         | Église                        | 1880–1881                                    | 10 juin 1954      | TQ2898583993 51° 32′ 24″ N, 0° 08′ 29″ O | 1244156 | Voir aussi |
| Église St Michael | South Grove, Highgate N6                                       | Église                        | 1832                                         | 10 juin 1954      | TQ2829587174 51° 34′ 08″ N, 0° 09′ 01″ O | 1378767 | Voir aussi |
| Église St Silas le Martyr | Camden                                                         | Église                        | 1911–1913                                    | 10 juin 1954      | TQ2821084693 51° 32′ 48″ N, 0° 09′ 09″ O | 1245853 | Voir aussi |
| Quartier circulaire et ablution attenante et tour de réservoir d’eau dans l’ancien hôpital de New End                             | Camden                                                         | Cuisine                       | 1884                                         | 17 octobre 1986   | TQ2640785961 51° 33′ 30″ N, 0° 10′ 41″ O | 1322108 |            |
| Cloth Hill | 6, The Mount, Hampstead NW3                                    | Maison                        | c. 1694                                      | 11 août 1950      | TQ2632485933 51° 33′ 29″ N, 0° 10′ 45″ O | 1378993 |            |
| Congress House comprenant des sculptures et une cour                                                                              | Camden                                                         | Sculpture                     | 1953–1957                                    | 29 mars 1988      | TQ2994981473 51° 31′ 02″ N, 0° 07′ 43″ O | 1113223 |            |
| Passerelle de Cumberland | Camden                                                         | Passerelle                    | 1864                                         | 16 mai 1978       | TQ2822583649 51° 32′ 14″ N, 0° 09′ 09″ O | 1248426 |            |
| Passerelle de Cumberland sur le Grand Union Canal jusqu'à Outer Circle, Regents Park                                              | Camden                                                         | Porte, jetée                  | c. 1864                                      | 16 mai 1978       | TQ2822783649 51° 32′ 14″ N, 0° 09′ 09″ O | 1329910 |            |
| Elm Lodge et mur de jardin attenant                                                                                               | Elm Row, Hampstead NW3                                         | Maison                        | c. 1732                                      | 14 mai 1974       | TQ2639586026 51° 33′ 32″ N, 0° 10′ 41″ O | 1078276 |            |
| Englefield House | 23, Highgate High Street, Highgate                             | Maison mitoyenne              | c. 1710                                      | 10 juin 1954      | TQ2851287365 51° 34′ 14″ N, 0° 08′ 50″ O | 1378900 |            |
| Caserne de pompier d'Euston y compris les murs d'enceinte, les piliers et les balustrades                                         | Camden                                                         | Appartement                   | 1901–1902                                    | 14 mai 1974       | TQ2976482631 51° 31′ 40″ N, 0° 07′ 51″ O | 1342074 | Voir aussi |
| Garde-corps et porte au numéro 10                                                                                                 | 10, South Grove, Camden                                        | Porte                         | XVIIIe siècle                                | 10 juin 1954      | TQ2842487355 51° 34′ 14″ N, 0° 08′ 54″ O | 1378750 |            |
| Freemasons' Hall | Camden                                                         | Hall                          | 1927–1933                                    | 9 mars 1982       | TQ3047081244 51° 30′ 54″ N, 0° 07′ 16″ O | 1113218 | Voir aussi |
| Frognal Grove, y compris les anciennes écuries                                                                                    | 105–111 Frognal, Hampstead NW3                                 | Maison mitoyenne              | 1950                                         | 11 août 1950      | TQ2612585917 51° 33′ 29″ N, 0° 10′ 55″ O | 1113081 |            |
| Gardnor House | Flask Walk, Hampstead NW3                                      | House                         | c. 1736                                      | 11 août 1950      | TQ2658385858 51° 33′ 27″ N, 0° 10′ 32″ O | 1322202 | Voir aussi |
| Grand Connaught Rooms | Holborn, Camden                                                | Hall                          | 1774                                         | 17 septembre 2010 | TQ3052781284 51° 30′ 55″ N, 0° 07′ 13″ O | 1393970 |            |
| Grays Inn Square Number 1 et balustrades attachées                                                                                | Camden                                                         | Chambres juridiques           | c. 1776                                      | 24 octobre 1951   | TQ3100781738 51° 31′ 10″ N, 0° 06′ 48″ O | 1322145 |            |
| Grays Inn Square Numbers 12, 13 et 14, Gatehouse et balustrades attachées                                                         | Camden                                                         | Terrasse                      | 1684–1688                                    | 24 octobre 1951   | TQ3106481774 51° 31′ 11″ N, 0° 06′ 45″ O | 1322147 |            |
| Grays Inn Square Numbers 6, 7 et 8 et balustrades attachées                                                                       | Camden                                                         | Terrasse                      | c. 1676                                      | 24 octobre 1951   | TQ3100781823 51° 31′ 13″ N, 0° 06′ 47″ O | 1322146 |            |
| Chapelle St Christopher's | Camden                                                         | Chapelle                      | 1871–1876                                    | 10 mars 1980      | TQ3046082042 51° 31′ 20″ N, 0° 07′ 16″ O | 1113211 | Voir aussi |
| Hampstead Synagogue | Camden                                                         | Synagogue                     | 1892–1901                                    | 25 septembre 1989 | TQ2545884984 51° 32′ 59″ N, 0° 11′ 31″ O | 1271984 |            |
| Heal and Son Limited y compris l'habitat                                                                                          | Camden                                                         | Grand magasin                 | 1914–1917                                    | 14 mai 1974       | TQ2953181906 51° 31′ 16″ N, 0° 08′ 04″ O | 1379023 | Voir aussi |
| Heath House | Camden                                                         | Maison                        | Début du XVIIIe siècle                       | 14 mai 1974       | TQ2628586484 51° 33′ 47″ N, 0° 10′ 46″ O | 1113183 |            |
| Hopkins House | Camden                                                         | Maison                        | 1976                                         | 4 juin 2018       | TQ2692085622 51° 33′ 19″ N, 0° 10′ 14″ O | 1444039 |            |
| Horse Hospital avec rampes et mur de délimitation au nord du site                                                                 | Camden                                                         | Stable                        | POST MÉDIÉVAL                                | 30 septembre 1981 | TQ2850984257 51° 32′ 33″ N, 0° 08′ 54″ O | 1258100 |            |
| Maison et garage attenant | Camden                                                         | Maison                        | 1962-5                                       | 15 mai 2007       | TQ2969684724 51° 32′ 47″ N, 0° 07′ 52″ O | 1392599 |            |
| Institute of Education, Clore Institute of Advanced Legal Studies et hébergement pour l'University College                        | Camden                                                         | Centre de conférence          | 1970–1976                                    | 4 décembre 2000   | TQ2995482136 51° 31′ 24″ N, 0° 07′ 42″ O | 1246932 | Voir aussi |
| James Smith and Sons, Hazelwood House                                                                                             | Camden                                                         | Atelier                       | Milieu du XIXe siècle                        | 11 janvier 1999   | TQ3008181432 51° 31′ 01″ N, 0° 07′ 36″ O | 1113171 | Voir aussi |
| Lauderdale House | Waterlow Park, Camden                                          | Maison                        | c. 1760                                      | 10 juin 1954      | TQ2877387236 51° 34′ 09″ N, 0° 08′ 36″ O | 1379128 | Voir aussi |
| Lloyds Bank numéros 1 et 3 avec garde-corps et portes vers le sud                                                                 | 40 Rosslyn Hill, Hampstead NW3                                 | Maison mitoyenne              | c1895-1896                                   | 14 mai 1974       | TQ2679085599 51° 33′ 18″ N, 0° 10′ 21″ O | 1130392 |            |
| London and North Western Railway War Memorial                                                                                     | Gare d'Euston                                                  | Monument commémoratif         | 1921                                         | 11 janvier 1999   | TQ2964182578 51° 31′ 39″ N, 0° 07′ 56″ O | 1342044 | Voir aussi |
| Passerelle d'entrée principale, garde-corps et pavillons attenants au British Museum                                              | Camden                                                         | Porters Lodge                 | 1849                                         | 14 mai 1974       | TQ3013981619 51° 31′ 07″ N, 0° 07′ 33″ O | 1130406 |            |
| Mausolée de Julius Beer dans le cimetière de Highgate (Western)                                                                   | Camden                                                         | Mausolée                      | c. 1878                                      | 14 mai 1974       | TQ2833487151 51° 34′ 07″ N, 0° 08′ 59″ O | 1378887 |            |
| Monument dans la cour | Camden                                                         | Colonne                       | c. 1828                                      | 14 mai 1974       | TQ2861883270 51° 32′ 01″ N, 0° 08′ 49″ O | 1245870 |            |
| New Hall | Lincolns Inn, Camden                                           | Banqueting House              | c1843-1845                                   | 24 octobre 1951   | TQ3092381408 51° 30′ 59″ N, 0° 06′ 52″ O | 1379298 | Voir aussi |
| New Hall Library | Lincolns Inn, Camden                                           | Bibliothèque publique         | Circa 1843–1845                              | 24 octobre 1951   | TQ3091481435 51° 31′ 00″ N, 0° 06′ 53″ O | 1379299 | Voir aussi |
| Nos. 1–9 Melton Street et balustrades attachées                                                                                   | Camden                                                         | Office du gouvernement        | 2011                                         | 14 mai 1974       | TQ2951282501 51° 31′ 36″ N, 0° 08′ 04″ O | 1113131 |            |
| Numéros 1-3 et 6–9 et garde-corps attachés                                                                                        | Camden                                                         | Maison                        | 1974                                         | 14 mai 1974       | TQ2861883296 51° 32′ 02″ N, 0° 08′ 49″ O | 1245868 |            |
| Numéro 15 et murs frontières et piliers attenants                                                                                 | Camden                                                         | Villa                         | 1827–1828                                    | 14 mai 1974       | TQ2860983441 51° 32′ 07″ N, 0° 08′ 50″ O | 1078325 |            |
| Numéro 2 et garde-corps attachés                                                                                                  | Camden                                                         | Maison                        | Modifications ultérieures                    | 10 juin 1954      | TQ2882082235 51° 31′ 28″ N, 0° 08′ 40″ O | 1113114 |            |
| Numéro 20 et garde-corps attachés                                                                                                 | Camden                                                         | Maison mitoyenne              | c. 1720                                      | 11 août 1950      | TQ2630485622 51° 33′ 19″ N, 0° 10′ 46″ O | 1271913 |            |
| Numéro 21 et garde-corps attachés à l'avant et murs en briques à l'arrière                                                        | 21 Church Row, Hampstead NW3                                   | Maison                        | Fin du XIXe siècle                           | 11 août 1950      | TQ2631085624 51° 33′ 19″ N, 0° 10′ 46″ O | 1271914 |            |
| Numéro 22 et garde-corps attachés                                                                                                 | 22 Church Row, Hampstead NW3                                   | Maison                        | Fin du XIXe siècle                           | 11 août 1950      | TQ2631785626 51° 33′ 19″ N, 0° 10′ 46″ O | 1271915 |            |
| Numéro 23 et garde-corps attachés                                                                                                 | 23 Church Row, Hampstead NW3                                   | Maison                        | Fin du XIXe siècle                           | 11 août 1950      | TQ2632485627 51° 33′ 19″ N, 0° 10′ 45″ O | 1271916 |            |
| Numéro 3 et rampes, mur et lampe attachés                                                                                         | 3, The Grove, Highgate                                         | Maison                        | c. 1688                                      | 10 juin 1954      | TQ2818187264 51° 34′ 11″ N, 0° 09′ 07″ O | 1378978 |            |
| Numéro 3 à 16 et garde-corps attachés                                                                                             | Camden                                                         | Terrasse                      | 1720–1724                                    | 24 octobre 1951   | TQ3075981948 51° 31′ 17″ N, 0° 07′ 00″ O | 1113197 |            |
| Numéro 4 et balustrades attachées, mur et lampe                                                                                   | 4, The Grove, Highgate                                         | Maison                        | c. 1688                                      | 10 juin 1954      | TQ2818087276 51° 34′ 11″ N, 0° 09′ 07″ O | 1378979 |            |
| Number 40 and Attached Railings, Walls and Gates                                                                                  | Well Walk, Hampstead NW3                                       | Maison                        | Fin du XIXe siècle                           | 11 août 1950      | TQ2672486033 51° 33′ 32″ N, 0° 10′ 24″ O | 1379169 |            |
| Numéro 46 et garde-corps attachés                                                                                                 | Camden                                                         | Maison mitoyenne              | Milieu du XIXe siècle                        | 14 mai 1974       | TQ2798585053 51° 32′ 59″ N, 0° 09′ 20″ O | 1113066 |            |
| Numéro 46 et garde-corps et mur attachés                                                                                          | Well Walk, Hampstead NW3                                       | Maison                        | Fin du XVIIIe siècle                         | 11 août 1950      | TQ2673286047 51° 33′ 33″ N, 0° 10′ 24″ O | 1379170 |            |
| Numéro 58 et garde-corps attachés                                                                                                 | Camden                                                         | Maison mitoyenne              | c. 1792                                      | 19 novembre 1970  | TQ2927282153 51° 31′ 25″ N, 0° 08′ 17″ O | 1113071 | Voir aussi |
| Numéro 6 et garde-corps attachés                                                                                                  | Camden                                                         | Appartement                   | 1914                                         | 24 octobre 1951   | TQ3033481952 51° 31′ 17″ N, 0° 07′ 22″ O | 1139091 |            |
| Numéro 6 et balustrades attachées, mur et lampe                                                                                   | 6, The Grove, Highgate                                         | Maison                        | C20                                          | 10 juin 1954      | TQ2817787308 51° 34′ 12″ N, 0° 09′ 07″ O | 1378981 |            |
| Numéro 9 et garde-corps attachés et porte                                                                                         | Camden                                                         | Maison                        | Fin du XIXe siècle                           | 11 août 1950      | TQ2629085654 51° 33′ 20″ N, 0° 10′ 47″ O | 1067344 | Voir aussi |
| Numéro 99 et garde-corps attachés aux zones                                                                                       | Camden                                                         | Maison mitoyenne              | 1680–1700                                    | 24 octobre 1951   | TQ2995381530 51° 31′ 04″ N, 0° 07′ 42″ O | 1330376 |            |
| Numéros 1 et 3 et murs | 1 and 3, Lyndurst Terrace                                      | Maison                        | 1868                                         | 30 septembre 1983 | TQ2665485264 51° 33′ 07″ N, 0° 10′ 29″ O | 1379406 |            |
| Rampes et porte-lampe attachés aux numéros 1 à 7                                                                                  | Camden                                                         | Terrasse                      | 1710–1715                                    | 24 octobre 1951   | TQ3067782072 51° 31′ 21″ N, 0° 07′ 04″ O | 1322066 |            |
| Numéros 11, 12 et 15-19 et balustrades attachées                                                                                  | Camden                                                         | Terrasse                      | c1827-1828                                   | 10 juin 1954      | TQ2909882131 51° 31′ 24″ N, 0° 08′ 26″ O | 1112995 |            |
| Numéros 1–11 et garde-corps attachés                                                                                              | Lincolns Inn, Camden                                           | Porte                         | c1690-1697                                   | 24 octobre 1951   | TQ3099981260 51° 30′ 54″ N, 0° 06′ 49″ O | 1379303 |            |
| Numéros 11 à 26 et balustrades attachées, Byron Court (numéro 26)                                                                 | Camden                                                         | Maison                        | c. 1950                                      | 10 juin 1954      | TQ3068882380 51° 31′ 31″ N, 0° 07′ 03″ O | 1113118 |            |
| Numéros 14-22 et garde-corps attachés                                                                                             | Camden                                                         | Maison                        | XIXe siècle                                  | 24 octobre 1951   | TQ3040181560 51° 31′ 05″ N, 0° 07′ 19″ O | 1378773 |            |
| Numéros 15 et 16 et garde-corps attachés                                                                                          | Camden                                                         | Maison                        | 1717–1718                                    | 24 octobre 1951   | TQ3081681821 51° 31′ 13″ N, 0° 06′ 57″ O | 1244605 |            |
| Numéros 17, 19 et 21 et balustrades attachées                                                                                     | 17, 19, 21, Highgate High Street, Highgate                     | Terrasse                      | 1733                                         | 10 juin 1954      | TQ2852387360 51° 34′ 14″ N, 0° 08′ 49″ O | 1378899 | Voir aussi |
| Numéros 18 et 19 et garde-corps attachés à l'avant et murs en briques à l'arrière                                                 | Camden                                                         | Maison                        | Fin du XIXe siècle                           | 11 août 1950      | TQ2629585620 51° 33′ 19″ N, 0° 10′ 47″ O | 1271912 |            |
| Numéros 1 à 8 et garde-corps attachés                                                                                             | Camden                                                         | Terrasse                      | c1758-1763                                   | 24 octobre 1951   | TQ3042081587 51° 31′ 05″ N, 0° 07′ 18″ O | 1378772 |            |
| Numéros 1 à 8, 10 à 14 et 17 à 19 et balustrades attachées                                                                        | Camden                                                         | Villa                         | c. 1832                                      | 14 mai 1974       | TQ2872583366 51° 32′ 04″ N, 0° 08′ 44″ O | 1322057 |            |
| Numéros 20–32 et garde-corps attachés                                                                                             | Camden                                                         | Terrasse                      | c1832-1835                                   | 10 juin 1954      | TQ2908682063 51° 31′ 22″ N, 0° 08′ 27″ O | 1112996 |            |
| Numéros 2–16, 22–34, 36a et 36b et garde-corps attachés                                                                           | Camden                                                         | Villa                         | 1825–1836                                    | 14 mai 1974       | TQ2879383370 51° 32′ 04″ N, 0° 08′ 40″ O | 1322056 |            |
| Numéros 24–28 et balustrades attachées à l'avant et murs à l'arrière                                                              | Camden                                                         | Maison                        | Fin du XIXe siècle                           | 11 août 1950      | TQ2634785633 51° 33′ 20″ N, 0° 10′ 44″ O | 1271917 |            |
| Numéros 26 à 37 et 39 à 40 et balustrades attachées                                                                               | Camden                                                         | Maison mitoyenne              | 1720–1724                                    | 24 octobre 1957   | TQ3073781943 51° 31′ 17″ N, 0° 07′ 01″ O | 1113203 |            |
| Numéros 29 à 45 et balustrades attachées, y compris Connaught Hall, University of London (numéros 36–45)                          | Camden                                                         | Terrasse                      | c1825-1826                                   | 10 juin 1954      | TQ2983882313 51° 31′ 29″ N, 0° 07′ 47″ O | 1378967 | Voir aussi |
| Numéros 4 (The Pastors House) et 5 (St Katherines Hall) et murs de grillage attachés                                              | Camden                                                         | Presbytère                    | Édouardien                                   | 14 mai 1974       | TQ2864683270 51° 32′ 01″ N, 0° 08′ 48″ O | 1245869 |            |
| Numéros 4 à 16 et garde-corps attachés                                                                                            | Camden                                                         | Terrasse                      | 1720–1721                                    | 24 octobre 1951   | TQ3065082089 51° 31′ 21″ N, 0° 07′ 06″ O | 1322086 |            |
| Numéros 45 et 46 et garde-corps attachés                                                                                          | 45 et 46, Highgate West Hill, Highgate N6                      | Maison mitoyenne              | c. 1729                                      | 10 juin 1954      | TQ2824987434 51° 34′ 16″ N, 0° 09′ 03″ O | 1379042 |            |
| Numéros 5, 5a et 6 et rampes et support de lampe fixés                                                                            | Camden                                                         | Maison                        | 1744                                         | 24 octobre 1951   | TQ3032381600 51° 31′ 06″ N, 0° 07′ 23″ O | 1244506 | Voir aussi |
| Numéros 6 à 27 et balustrades et supports de lampe attachés                                                                       | Camden                                                         | Terrasse                      | c. 1780                                      | 10 juin 1954      | TQ2852185996 51° 33′ 30″ N, 0° 08′ 51″ O | 1246374 |            |
| Numéros 8 à 13 et garde-corps attachés. Numéro 11 incorporant l'ancien numéro 10                                                  | Camden                                                         | Maison                        | Modifications ultérieures                    | 24 octobre 1951   | TQ3083081780 51° 31′ 11″ N, 0° 06′ 57″ O | 1244602 |            |
| Numéros 9 et 10 et garde-corps attachés                                                                                           | Camden                                                         | Maison                        | Milieu du XIXe siècle                        | 10 juin 1954      | TQ2915082160 51° 31′ 25″ N, 0° 08′ 23″ O | 1112994 |            |
| Old Church of St Pancras | Camden                                                         | Chapelle                      | 1822                                         | 10 juin 1954      | TQ2978683438 51° 32′ 06″ N, 0° 07′ 49″ O | 1113246 | Voir aussi |
| Old Hall Numéros 1–7 | 1–7 South Grove, Highgate N6                                   | Maison                        | c. 1694                                      | 10 juin 1954      | TQ2827187236 51° 34′ 10″ N, 0° 09′ 02″ O | 1378770 |            |
| Parnell House | Camden                                                         | Modèle de logement            | 1849                                         | 14 mai 1974       | TQ3000581476 51° 31′ 02″ N, 0° 07′ 40″ O | 1378865 |            |
| Bâtiment Philips, École d'études orientales et africaines                                                                         | Camden                                                         | Bibliothèque                  | 1970-3                                       | 20 mai 2011       | TQ2988582061 51° 31′ 21″ N, 0° 07′ 45″ O | 1401342 |            |
| Powis House et les garde-corps attachés                                                                                           | Camden                                                         | Maison                        | c. 1685                                      | 24 octobre 1951   | TQ3061881399 51° 30′ 59″ N, 0° 07′ 08″ O | 1379336 | Voir aussi |
| Presbytère de l'église italienne catholique St Peter                                                                              | Camden                                                         | Presbytère                    | 1862–1865                                    | 14 mai 1974       | TQ3128682071 51° 31′ 20″ N, 0° 06′ 33″ O | 1356763 | Voir aussi |
| Primrose Hill Tunnels (Portails Est)                                                                                              | Camden                                                         | Portail du tunnel ferroviaire | 1837                                         | 14 mai 1974       | TQ2756684231 51° 32′ 33″ N, 0° 09′ 43″ O | 1329904 |            |
| Princess Louise public house | Camden                                                         | Public House                  | XIXe siècle                                  | 15 janvier 1973   | TQ3043381491 51° 31′ 02″ N, 0° 07′ 18″ O | 1378884 | Voir aussi |
| Prudential Assurance Building | Camden                                                         | Immeuble de bureaux           | 1901                                         | 3 mars 1972       | TQ3121481665 51° 31′ 07″ N, 0° 06′ 37″ O | 1379064 | Voir aussi |
| Rock House | Camden                                                         | Maison                        | Milieu / fin du XVIIIe siècle                | 10 juin 1954      | TQ2833287359 51° 34′ 14″ N, 0° 08′ 59″ O | 1139066 |            |
| Église Catholique Romaine St Mary                                                                                                 | Camden                                                         | Chapelle catholique           | c. 1816                                      | 11 août 1950      | TQ2625085793 51° 33′ 25″ N, 0° 10′ 49″ O | 1379106 | Voir aussi |
| Prieuré Catholique Romain St Dominic                                                                                              | Camden                                                         | église catholique romaine     | 1874–1883                                    | 14 mai 1974       | TQ2786485151 51° 33′ 03″ N, 0° 09′ 26″ O | 1378775 | Voir aussi |
| Russell Hotel et balustrades attachées avec piliers et lampes                                                                     | Camden                                                         | Porte, jetée                  | 1892–1898                                    | 3 décembre 1970   | TQ3017882085 51° 31′ 22″ N, 0° 07′ 30″ O | 1246152 | Voir aussi |
| Senate House (et autrefois l'Institute of Education) et grilles attachées                                                         | Camden                                                         | Porte                         | 1932–1938                                    | 28 mars 1969      | TQ2992381896 51° 31′ 16″ N, 0° 07′ 44″ O | 1113107 | Voir aussi |
| Aile de service et dépendances jusqu'à la Kenwood House                                                                           | Kenwood, Camden                                                | Cuisine                       | 1793–1795                                    | 10 juin 1954      | TQ2713087466 51° 34′ 18″ N, 0° 10′ 01″ O | 1379244 |            |
| Sham Bridge au sud de Kenwood House                                                                                               | Kenwood, Camden                                                | Balustrade                    | c. 1767                                      | 10 juin 1954      | TQ2730887157 51° 34′ 08″ N, 0° 09′ 52″ O | 1379245 |            |
| Stanfield House et garde-corps attachés                                                                                           | 85 and 86, Hampstead High Street, Hampstead NW3                | Maison                        | XIXe siècle                                  | 11 août 1950      | TQ2654985619 51° 33′ 19″ N, 0° 10′ 34″ O | 1378695 |            |
| Statue de Charles James Fox | Camden                                                         | Statue                        | Completed 1814                               | 24 octobre 1951   | TQ3031081710 51° 31′ 09″ N, 0° 07′ 24″ O | 1244458 | Voir aussi |
| Sun House | Camden                                                         | Maison                        | 1935–1936                                    | 14 mai 1974       | TQ2618185542 51° 33′ 17″ N, 0° 10′ 53″ O | 1322140 | Voir aussi |
| Les catacombes et la terrasse du cimetière de Highgate (Western)                                                                  | Camden                                                         | Balustrade                    | c1838-1839                                   | 14 mai 1974       | TQ2832387163 51° 34′ 07″ N, 0° 09′ 00″ O | 1378923 |            |
| L'église danoise | Camden                                                         | Chapelle collégiale           | 1826–1828                                    | 10 juin 1954      | TQ2864783280 51° 32′ 02″ N, 0° 08′ 48″ O | 1245872 | Voir aussi |
| Le hall et les balustrades attenantes South Square                                                                                | Camden                                                         | Banqueting House              | Earlier origins                              | 24 octobre 1951   | TQ3103781727 51° 31′ 09″ N, 0° 06′ 46″ O | 1322154 | Voir aussi |
| The Hill Garden Bridge | Camden                                                         | Pont en arc                   | c. 1912                                      | 14 décembre 1978  | TQ2607386707 51° 33′ 55″ N, 0° 10′ 57″ O | 1113195 |            |
| La maison d'été The Hill Garden Central Temple                                                                                    | Camden                                                         | Balustrade                    | c. 1912                                      | 14 décembre 1978  | TQ2606586710 51° 33′ 55″ N, 0° 10′ 57″ O | 1113199 |            |
| Pergola cruciforme de Hill Garden                                                                                                 | Camden                                                         | Conservatoire                 | c1906-1910                                   | 14 décembre 1978  | TQ2609686701 51° 33′ 54″ N, 0° 10′ 56″ O | 1113202 |            |
| La colline et la Terrasse de Hill Garden                                                                                          | Camden                                                         | Belvédère                     | c1906-1910                                   | 14 décembre 1978  | TQ2610686626 51° 33′ 52″ N, 0° 10′ 55″ O | 1322065 |            |
| Le jardin d'été de Hill Garden Southern                                                                                           | Camden                                                         | Mur de jardin                 | c1906-1910                                   | 14 décembre 1978  | TQ2610786600 51° 33′ 51″ N, 0° 10′ 55″ O | 1322067 |            |
| La pergola occidentale du Hill Garden                                                                                             | Camden                                                         | Balustrade                    | c. 1912                                      | 14 décembre 1978  | TQ2602486711 51° 33′ 55″ N, 0° 11′ 00″ O | 1322069 |            |
| Le chalet d'été Hill Garden | Camden                                                         | Balustrade                    | c. 1912                                      | 14 décembre 1978  | TQ2598386713 51° 33′ 55″ N, 0° 11′ 02″ O | 1322070 |            |
| Le vieux manoir et mur attenant, balustrades et support de lampe                                                                  | Camden                                                         | Maison                        | c. 1700                                      | 11 août 1950      | TQ2610285708 51° 33′ 22″ N, 0° 10′ 57″ O | 1113070 |            |
| Roundhouse | Camden                                                         | Entrepôt                      | 1860s                                        | 10 juin 1954      | TQ2829784302 51° 32′ 35″ N, 0° 09′ 05″ O | 1258103 | Voir aussi |
| Tombe de John Constable, de sa famille et des garde-corps attachés au cimetière de St John-at-Hampstead                           | Camden                                                         | Caveau de famille             | 1828                                         | 14 mai 1974       | TQ2623985558 51° 33′ 17″ N, 0° 10′ 50″ O | 1067357 | Voir aussi |
| Tombe de Marthe Goscombe John et Sir William Goscombe John dans le cimetière de Hampstead                                         | Camden                                                         | Pierre tombale                | c. 1923                                      | 11 janvier 1999   | TQ2487385604 51° 33′ 20″ N, 0° 12′ 01″ O | 1322159 |            |
| Tombe de William et John Hart et R Carey et A Cary in St Johns Churchyard                                                         | Camden                                                         | Caveau de famille             | c. 1717                                      | 11 janvier 1999   | TQ2621285596 51° 33′ 19″ N, 0° 10′ 51″ O | 1067367 |            |
| Voel House | 18, South Grove, Highgate N6                                   | Maison                        | Fin XVIe / Début XVIIe siècle                | 10 juin 1954      | TQ2824587200 51° 34′ 09″ N, 0° 09′ 04″ O | 1378764 |            |
| War Memorial at British Medical Association House                                                                                 | Camden                                                         | Mémorial                      | 1954                                         | 15 avril 1998     | TQ2993182463 51° 31′ 34″ N, 0° 07′ 42″ O | 1378969 | Voir aussi |
| Witanhurst | 41, Highgate West Hill, Highgate N6                            | Maison                        | Début du XVIIIe siècle                       | 16 décembre 1970  | TQ2811787189 51° 34′ 08″ N, 0° 09′ 10″ O | 1379026 | Voir aussi |
| 1 Elm Row | 1 Elm Row, Hampstead NW3                                       | Maison                        | Catégorie:1720                               | 11 août 1950      | TQ2639186057 51° 33′ 33″ N, 0° 10′ 41″ O | 1078275 |            |
| 33, 34, and 35 Great Queen Street                                                                                                 | Camden                                                         | Maison mitoyenne              | c. 1710                                      | 24 octobre 1951   | TQ3042781263 51° 30′ 55″ N, 0° 07′ 18″ O | 1113215 |            |
| 27, 28, and 29 Great Queen Street                                                                                                 | Camden                                                         | Maison mitoyenne              | c. 1733                                      | 24 octobre 1951   | TQ3044681292 51° 30′ 56″ N, 0° 07′ 17″ O | 1113213 |            |
| 60 Carey Street | Camden                                                         | Maison                        | Début du XVIIIe siècle                       | 24 octobre 1951   | TQ3106981276 51° 30′ 55″ N, 0° 06′ 45″ O | 1244098 |            |
| 2–16 Dukes Street | Camden                                                         | Maison                        | Catégorie:1822                               | 10 juin 1954      | TQ2987182550 51° 31′ 37″ N, 0° 07′ 45″ O | 1342088 |            |
| 1–12 Holly Village | Camden                                                         | Cottage                       | 1865                                         | 10 juin 1954      | TQ2858886501 51° 33′ 46″ N, 0° 08′ 47″ O | 1379116 |            |
| 46 Lambs Conduit Street | Camden                                                         | Maison                        | Catégorie:1720                               | 14 mai 1974       | TQ3062181999 51° 31′ 19″ N, 0° 07′ 07″ O | 1379271 |            |
| 5 Church Row | Camden                                                         | Maison                        | 1728                                         | 11 août 1950      | TQ2631285657 51° 33′ 20″ N, 0° 10′ 46″ O | 1067340 |            |
| 81 Swains Lane | 81 Swains Lane, Highgate N6                                    | Maison                        | 1967–1969                                    | 10 août 2009      | TQ2854586925 51° 34′ 00″ N, 0° 08′ 48″ O | 1393411 | Voir aussi |
| 1, 2, and 3 Willow Road | Camden                                                         | Maisons en terrasse           | 1938                                         | 14 mai 1974       | TQ2701985841 51° 33′ 26″ N, 0° 10′ 09″ O | 1379196 | Voir aussi |
| 66 Frognal | Camden                                                         | Maison                        | 1937–1938                                    | 1er août 1973     | TQ2610385548 51° 33′ 17″ N, 0° 10′ 57″ O | 1113062 | Voir aussi |
| 2 et 4 Redington Road | 2 and 4 Redington Road, Hampstead NW3                          | Maison Terrasse               | 1876                                         | 25 janvier 1963   | TQ2601085712 51° 33′ 22″ N, 0° 11′ 02″ O | 1245497 |            |
| 57 et 58 Lincoln Inns Field | Camden                                                         | Maison                        | c. 1730                                      | 24 octobre 1951   | TQ3065781323 51° 30′ 57″ N, 0° 07′ 06″ O | 1379332 | Voir aussi |
| 65 Lincolns Inn Fields | Camden                                                         | Maison                        | 1772                                         | 24 octobre 1951   | TQ3062281385 51° 30′ 59″ N, 0° 07′ 08″ O | 1379335 | Voir aussi |
| 4–18 and 4a–18a Woburn Walk | Camden                                                         | Maison Terrasse               | Catégorie:1822                               | 10 juin 1954      | TQ2988882520 51° 31′ 36″ N, 0° 07′ 45″ O | 1379210 |            |
| 1–9 et 1a–9a Woburn Walk | Camden                                                         | Maison Terrasse               | Catégorie:1822                               | 10 juin 1954      | TQ2987082530 51° 31′ 36″ N, 0° 07′ 45″ O | 1379209 |            |